# 2024年夏季残疾人奥林匹克运动会羽毛球比赛
2024年夏季残疾人奥林匹克运动会羽毛球比赛将于2024年8月29日至9月2日在拉沙佩勒门体育馆举行。这是羽毛球既2020年东京残奥会后第二次成为残奥会正式比赛项目。总共有16个项目：6项男子单打、1项男子双打、6项女子单打、1项女子双打和2项混双比赛。参赛人数较上届增长30人。

## 比赛分级
残奥会羽毛球比赛是给予有肢体障碍的运动员参加的比赛项目。医学分级的英文字母代表不同比赛方式、残疾类型和程度：
- S代表以站姿参加比赛。
- WH代表乘坐轮椅进行比赛。
- L代表下肢残疾。
- U代表上肢残疾。

以下是羽毛球比赛的医学分级：
- WH1级：腿部和躯干功能严重受损的运动员，以轮椅形式参赛，使用半場。
- WH2级：腿部和躯干功能轻微损伤的运动员，以轮椅形式参赛，使用半場。
- SL3级：有下肢障碍、行走或跑步时有严重平衡问题的运动员，以站立形式参赛，使用半場。
- SL4级：有下肢障碍、行走或跑步时有轻微平衡问题的运动员，以站立形式参赛。
- SU5级：在握拍或不握拍的手上存在障碍的运动员，以站立形式参赛。
- SH6级：身材矮小的运动员。

## 奖牌榜
*   主办国家/地区（法国）
| 排名                 | 代表团               | 金牌 | 銀牌 | 銅牌 | 总计 |
| -------------------- | -------------------- | ---- | ---- | ---- | ---- |
| 1                    | 中国                 | 9    | 2    | 1    | 12   |
| 2                    | 日本                 | 2    | 1    | 1    | 4    |
| 3                    | 法国*                | 2    | 0    | 1    | 3    |
| 4                    | 印度尼西亚           | 1    | 4    | 3    | 8    |
| 5                    | 印度                 | 1    | 2    | 2    | 5    |
| 6                    | 马来西亚             | 1    | 0    | 0    | 1    |
| 7                    | 韩国                 | 0    | 2    | 1    | 3    |
| 8                    | 英国                 | 0    | 2    | 0    | 2    |
| 9                    | 泰国                 | 0    | 1    | 2    | 3    |
| 10                   | 中国香港             | 0    | 1    | 0    | 1    |
| 10                   | 美国                 | 0    | 1    | 0    | 1    |
| 12                   | 巴西                 | 0    | 0    | 1    | 1    |
| 12                   | 德国                 | 0    | 0    | 1    | 1    |
| 12                   | 尼日利亚             | 0    | 0    | 1    | 1    |
| 12                   | 挪威                 | 0    | 0    | 1    | 1    |
| 12                   | 瑞士                 | 0    | 0    | 1    | 1    |
| 总计（共16个代表团） | 总计（共16个代表团） | 16   | 16   | 16   | 48   |

## 奖牌得主
| 項目              | 金牌                                                      | 银牌                                                    | 铜牌                                          |
| 男子WH1級單打     | 屈子墨 · 中国（CHN）                                      | 崔正万 · 韩国（KOR）                                    | 托馬斯·萬德施奈德 · 德国（GER）               |
| 男子WH2級單打     | 梶原大暉 · 日本（JPN）                                    | 陳浩源 · 中国香港（HKG）                                | 金正俊 · 韩国（KOR）                          |
| 男子SL3級單打     | 庫馬爾·尼特什 · 印度（IND）                               | 丹尼爾·貝塞爾 · 英国（GBR）                             | Mongkhon Bunsun · 泰国（THA）                 |
| 男子SL4級單打     | 卢卡·马聚尔 · 法国（FRA）                                 | 蘇哈斯·拉利納克爾·亞蒂拉傑 · 印度（IND）                | 弗雷迪·塞蒂亞萬 · 印度尼西亚（INA）           |
| 男子SU5級單打     | 谢儮好 · 马来西亚（MAS）                                  | 蘇約·努格羅霍 · 印度尼西亚（INA）                       | 德瓦·安里穆斯提 · 印度尼西亚（INA）           |
| 男子SH6級單打     | 查爾斯·諾克斯 · 法国（FRA）                               | 克里斯汀·庫姆斯 · 英国（GBR）                           | 維托·塔瓦雷斯 · 巴西（BRA）                   |
| 男子WH級雙打      | 屈子墨 · 麦建朋 · 中国（CHN）                             | 鄭載健 · 于秀榮 · 韩国（KOR）                           | 梶原大暉 · 村山浩 · 日本（JPN）               |
| 女子WH1級單打     | 里見紗李奈 · 日本（JPN）                                  | 蘇吉拉·普克漢姆 · 泰国（THA）                           | 尹梦璐 · 中国（CHN）                          |
| 女子WH2級單打     | 刘禹彤 · 中国（CHN）                                      | 李红燕 · 中国（CHN）                                    | 伊拉里亞·倫格利 · 瑞士（SUI）                 |
| 女子SL3級單打     | 肖祖贤 · 中国（CHN）                                      | 庫尼塔·伊赫蒂亞爾·沙庫羅 · 印度尼西亚（INA）            | 瑪麗雅姆·埃尼奧拉·博拉吉 · 尼日利亚（NGR）    |
| 女子SL4級單打     | 程和芳 · 中国（CHN）                                      | 萊妮·拉特里·奧克蒂拉 · 印度尼西亚（INA）                | 海勒·索菲·薩格伊 · 挪威（NOR）                |
| 女子SU5級單打     | 杨秋霞 · 中国（CHN）                                      | 圖爾西馬蒂·穆魯格桑 · 印度（IND）                       | 馬尼沙·拉馬達斯 · 印度（IND）                 |
| 女子SH6級單打     | 李凤梅 · 中国（CHN）                                      | 林双宝 · 中国（CHN）                                    | Nithya Sre Sivan · 印度（IND）                |
| 女子WH級雙打      | 刘禹彤 · 尹梦璐 · 中国（CHN）                             | 里見紗李奈 · 山崎悠麻 · 日本（JPN）                     | 蘇吉拉·普克漢姆 · 安努伊·韋維森 · 泰国（THA） |
| 混合SL3-SU5級雙打 | Hikmat Ramdani · 萊妮·拉特里·奧克蒂拉 · 印度尼西亚（INA） | 弗雷迪·塞蒂亞萬 · 哈利馬圖斯·薩迪亞 · 印度尼西亚（INA） | 卢卡·马聚尔 · 福斯坦·諾爾 · 法国（FRA）       |
| 混合SH6級雙打     | 林乃利 · 李凤梅 · 中国（CHN）                             | 邁爾斯·克拉耶夫斯基 · 傑西·西蒙 · 美国（USA）           | 蘇布罕 · 麗娜·瑪琳娜 · 印度尼西亚（INA）      |